# Loket
Lidský loket (articulatio cubiti, cubitus) je oblast horní končetiny, kde se spojují tři kosti. Kost pažní (humerus) a kosti předloktí – kost vřetenní (radius, os radialis) s kostí loketní (ulna, os ulnaris).
Svaly a šlachy, které kryjí loketní kloub, mu neumožňují příliš velký pohyb – pouze natažení (extenze) a ohnutí (flexe).
Přetížení těchto vazů může vést k velmi známému a často objevujícímu se onemocnění – tenisový loket (entezopatie).
Žíly v loketní jamce (vena cephalica) slouží většinou k odebírání vzorků krve nebo jsou používány při intravenózním (nitrožilním) podávání léků.
V kloubní jamce se také přikládá stetoskop při měření krevního tlaku – dochází zde ke zdvojení tepen – bifurkaci.
Velmi často také dochází k vyvrknutí (distorse) nebo vykloubení (luxace) loketního kloubu. Při luxaci se následně musí provést napravení – vrácení kloubu do kloubní jamky (repozice).

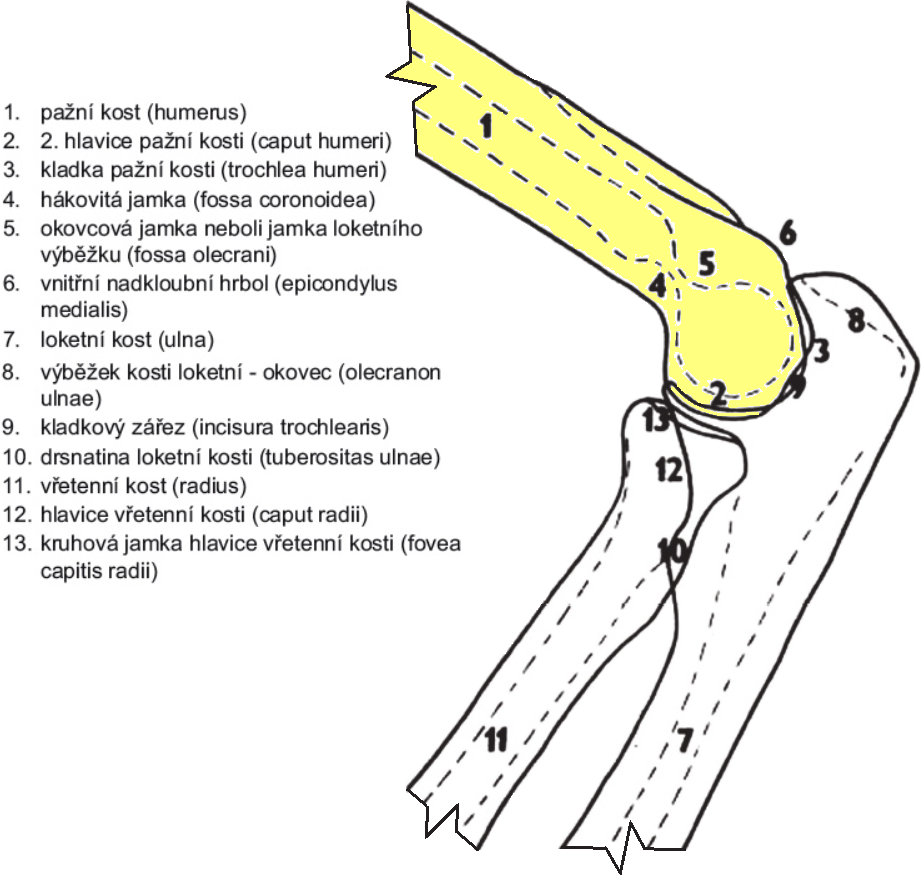
Soustava kostí kloubu loketního (articulatio cubiti), což lze také nazvat jako (articulatio humeroradialis, humeroulnaris a radioulnaris proximalis)
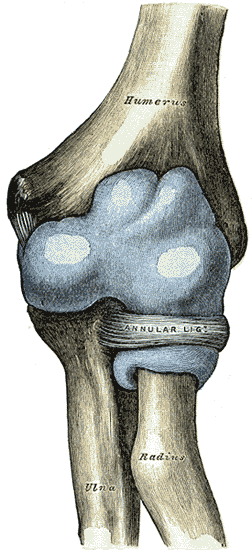
Loketní kloub